# Bernabé Zapata Miralles
Bernabé Zapata Miralles (Valencia, 12 de enero de 1997) es un tenista profesional español.
Su ranking ATP más alto de individual es el número 37. Su ranking ATP más alto de dobles fue el número 404, logrado el 21 de agosto de 2023.
En su debut en el ATP Tour en mayo de 2018, Zapata Miralles se clasificó para el cuadro principal del Geneva Open de 2018 en Ginebra, Suiza, perdiendo en segunda ronda ante Andreas Seppi preclasificado #7 en dos set.
Zapata Miralles hizo su debut en el cuadro principal de Grand Slam en Roland Garros 2021, luego de pasar la previa . El año siguiente también pasaría la fase previa para llegar hasta la 4R y caer ante Alexander Zverev.
En septiembre de 2022, se proclama vencedor del Torneo Internacional Ciudad de Albacete, al igual que importantes figuras previamente.
Al 13 de octubre de 2024 se encuentra en el puesto 28/° del Ranking ATP.
En abril de 2025, estando el número 380 del ranking, no recibe una invitación por parte del Masters 1000 de Madrid y del director del torneo, Feliciano López, lo cual conlleva que se haga un estrella mediática en redes sociales a través del hashtag #JusticiaparaZapata por la indignación que ello conlleva.

## Títulos ATP Challenger (4; 4+0)

### Individuales (4)
| N.º | Fecha                   | Torneo                  | Superficie    | Oponente en la final | Resultado     |
| --- | ----------------------- | ----------------------- | ------------- | -------------------- | ------------- |
| 1.  | 6 de septiembre de 2020 | Challenger de Cordenons | Tierra batida | Carlos Alcaraz       | 6-2, 4-6, 6-2 |
| 2.  | 15 de mayo de 2021      | Challenger de Heilbronn | Tierra batida | Daniel Galán         | 6-3, 6-4      |
| 3.  | 1 de agosto de 2021     | Challenger de Poznan    | Tierra batida | Jiří Lehečka         | 6-3, 6-2      |
| 4.  | 14 de agosto de 2022    | Challenger de Meerbusch | Tierra batida | Dennis Novak         | 6-1, 6-2      |